# Sołomon Iwanow
Sołomon Matwiejewicz Iwanow (ros. Соломон Матвеевич Иванов, ur. 1912 w ułusie Jej w guberni irkuckiej, zm. 1964 w Moskwie) – radziecki i buriacki polityk, przewodniczący Rady Komisarzy Ludowych/Rady Ministrów Buriacko-Mongolskiej ASRR (1937-1948 i 1950-1951).
1931-1932 słuchacz kursów przy technikum pedagogicznym, od 1932 w WKP(b), 1932-1933 sekretarz komitetu Komsomołu sowchozu, 1933-1934 kierownik wydziału kulturalno-propagandowego komitetu Komsomołu w fabryce w Ułan Ude. 1934-1936 organizator partyjny WKP(b) sowchozu w Ułan Ude, od 1936 do maja 1937 instruktor i organizator partyjny WKP(b) w warsztacie fabryki w Ułan Ude, od maja do listopada 1937 zastępca sekretarza fabrycznego komitetu WKP(b). Od listopada 1937 do 27 grudnia 1948 przewodniczący Rady Komisarzy Ludowych/Rady Ministrów Buriacko-Mongolskiej ASRR, 1948-1950 słuchacz kursów przy KC WKP(b), od 13 stycznia 1950 do 17 marca 1951 ponownie przewodniczący Rady Ministrów Buriacko-Mongolskiej ASRR.

## Odznaczenia
- Order Lenina
- Order Czerwonego Sztandaru Pracy (29 lutego 1940)
- Order „Znak Honoru”